# Ovidiu Cuc
Ovidiu Lucian Cuc (né le 14 janvier 1973 à Timișoara) est un joueur de football roumain, qui évoluait au poste de milieu de terrain.

## Palmarès
- Champion d'Espagne de deuxième division en 1995 avec le CP Mérida
- Finaliste de la Coupe de Roumanie en 1992 avec le Poli Timișoara